# Paradosso asiatico

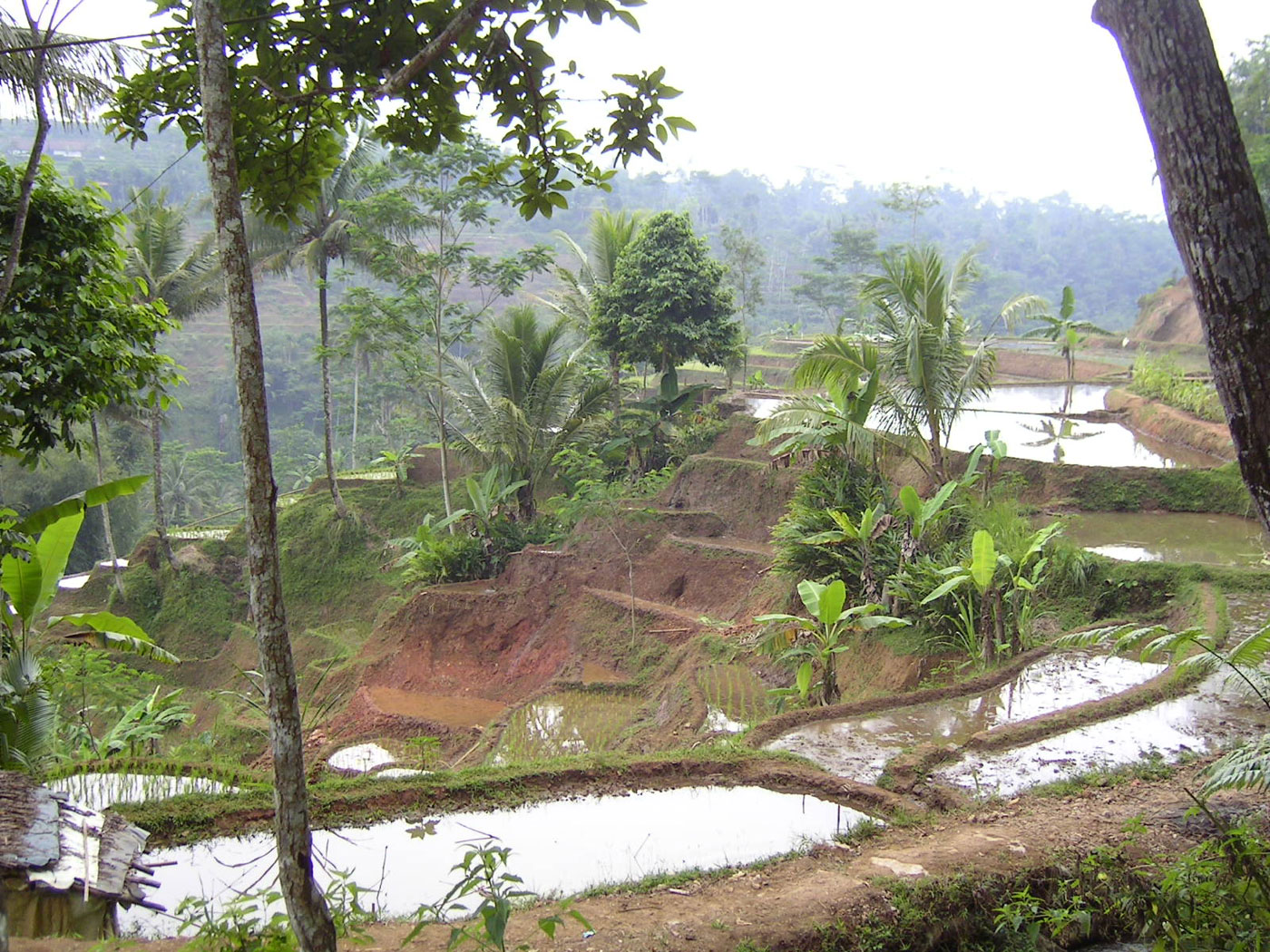
Campi di riso terrazzati in Indonesia: è evidente la complessità di questo metodo che necessita di abbondante manodopera.

L'espressione paradosso asiatico è stata coniata da Owen Lattimore con riferimento agli squilibri tra popolazione e produzione agricola nelle economie agricole storicamente presenti nelle aree a intensiva coltivazione irrigua dell'India, della Cina, e del sud-est asiatico più in generale.

## Fenomenologia del paradosso
Durante i secoli dell'era moderna l'agricoltura asiatica è stata incentrata, in prevalenza, sulla coltivazione del riso. Questo tipo di coltivazione viene effettuato tramite quello che è stato il sistema agricolo più avanzato dell'età pre-industriale, ossia l'agricoltura irrigua, basata sulla costruzione di canali e fossi per trasportare l'acqua ai campi – acqua tramite la quale viene anche effettuata la concimazione. Questo sistema permette una coltivazione continua, e in molti casi anche più di un raccolto all'anno, con alti rendimenti che permettono di sostentare popolazioni numerose e dense. 
Tuttavia, l'agricoltura irrigua pre-industriale richiede molta manodopera, specie nella coltivazione del riso. Per tale ragione, a un diffuso bisogno alimentare consegue un aumento demografico motivato dalla necessità di incrementare la manodopera da impiegare nella coltivazione del riso, il che causa il paradosso indicato in precedenza, ossia compresenza, nello stesso sistema produttivo e sociale, di un'elevata produzione agraria e di una diffusa denutrizione cronica, poiché la disponibilità alimentare, per quanto ampia, è insufficiente a fronteggiare l'aumento della popolazione.
Nel testo intitolato I semi della civiltà, Antonio Saltini esamina la successiva evoluzione dei consumi alimentari asiatici in cui la Cina tende a integrare la dieta tradizionale basata sul riso introducendo consumo di carne la cui produzione richiede, però, uno spazio molto maggiore, tanto da imporre l'importazione di cereali foraggeri.